# قمری‌های زمینی چشم‌برهنه
قمری‌های زمینی چشم‌برهنه (نام علمی: Metriopelia) سرده‌ای از قمری‌های زمینی شامل چهار گونه است که در زیستگاه‌های خشک و مرتفع در امتداد رشته‌کوه آند در آمریکای جنوبی زندگی می‌کنند. آنها دارای بال‌های بزرگ و سه گونه دارای پوست نارنجی در پیرامون چشم هستند.
این سرده توسط طبیعت‌شناس فرانسوی چارلز لوسین بناپارت در سال ۱۸۵۵ با قمری زمینی بال‌سیاه (Metriopelia melanoptera) به عنوان گونه معرفی شد. نام این سرده ترکیبی از واژه یونانی باستان metrios به معنای «فروتن» با peleia به معنای «قمری» است.
چهار گونه در این سرده عبارتند از:
- قمری زمینی رخ‌برهنه
- قمری زمینی بال‌سیاه
- قمری زمینی خال‌زرین
- قمری زمینی مورنو